# دیولک علیا
دیولک علیا (به لاتین: Divalak-e ʽOlya) یک منطقهٔ مسکونی در افغانستان است که در ولایت بامیان واقع شده‌است.